# Wereldkampioenschap waterski racing 1997
Het wereldkampioenschap waterski racing 1997 was een door de International Water Ski Federation (IWSF) georganiseerd kampioenschap voor waterskiërs. De 10e editie van het wereldkampioenschap vond plaats in het Australische Sydney in oktober 1997.

## Uitslagen
| Goud   | Wayne Mawer       |
| Zilver | Stephen Robertson |
| Brons  | Darren Kirkland   |

| Goud   | Leanne Brown    |
| Zilver | Joanne Hamilton |
| Brons  | Lori Dunsmore   |

1979 ·
1981 ·
1983 ·
1985 ·
1987 ·
1989 ·
1991 ·
1993 ·
1995 ·
1997 ·
1999 ·
2001 ·
2003 ·
2005 ·
2007 ·
2009 ·
2011 ·
2013 ·
2015 ·
2017 ·
2019